# Rhombophryne testudo
Espèce
Statut de conservation UICN

 EN  : En danger
Rhombophryne testudo est une espèce d'amphibiens de la famille des Microhylidae.

## Répartition
Cette espèce est endémique du Nord de Madagascar ainsi que sur les îles de Nosy Be et de Nosy Komba. Elle se rencontre du niveau de la mer jusqu'à 300 m d'altitude,.

## Description
Rhombophryne testudo mesure de 33 à 39 mm pour les mâles ; les femelles peuvent mesurer jusqu'à plus de 45 mm. Son dos est brun-rouge à noirâtre. Ses pattes arrière sont barrées de bandes transversales sombres. Son ventre n'est pas aussi sombre et est relativement transparent. Son corps est trapu avec des membres relativement courts. Ses yeux sont petits.

## Publication originale
- Boettger, 1880 : Diagnoses Batrachiorum novorum insulae Madagascar. Zoologischer Anzeiger, vol. 3, p. 567-568 (texte intégral).